# Испания на летних Олимпийских играх 1960
Испания принимала участие в летних Олимпийских играх 1960 года в Риме (Италия) в девятый раз за свою историю и завоевала одну бронзовую медаль. Сборную страны представляли 133 мужчины и 11 женщин.

## Медалисты
| Медаль               | Спортсмен | Вид спорта      | Дисциплина |
| -------------------- | --- | --------------- | ---------- |
| Бронза               | Сборная Испании по хоккею на траве \| Педро Амат \| Хуан Анхель Кальсадо \| \| Нарсисо Вентальо \| Хосе Коломер \| \| Карлос дель Косо \| Игнасио Масайя \| \| Хосе Антонио Динарес \| Педро Муруа \| \| Хоакин Дуальде \| Педро Ройг \| \| Эдуардо Дуальде \| Луис Мария Усос \| \| Франсиско Кабальер \| Рафаэль Эгускиса \| | Хоккей на траве | Мужчины    |
| Педро Амат           | Хуан Анхель Кальсадо |                 |            |
| Нарсисо Вентальо     | Хосе Коломер |                 |            |
| Карлос дель Косо     | Игнасио Масайя |                 |            |
| Хосе Антонио Динарес | Педро Муруа |                 |            |
| Хоакин Дуальде       | Педро Ройг |                 |            |
| Эдуардо Дуальде      | Луис Мария Усос |                 |            |
| Франсиско Кабальер   | Рафаэль Эгускиса |                 |            |

## Результаты соревнований

### Академическая гребля
В следующий раунд из каждого заезда проходили несколько лучших экипажей (в зависимости от дисциплины). В финал A выходили 6 сильнейших экипажей.
Мужчины
| Соревнование | Спортсмены  | Предварительный заезд | Предварительный заезд | Предварительный заезд | Отборочный заезд | Отборочный заезд | Отборочный заезд | Полуфинал     | Полуфинал     | Полуфинал     | Финал                | Финал                |
| Соревнование | Спортсмены  | Заезд                 | Время                 | Место                 | Заезд            | Время            | Место            | Заезд         | Время         | Место         | Время                | Место                |
| ------------ | ----------- | --------------------- | --------------------- | --------------------- | ---------------- | ---------------- | ---------------- | ------------- | ------------- | ------------- | -------------------- | -------------------- |
| одиночки     | Хулио Лопес | 1                     | 8:13,94               | 5                     | 1                | 8:11,40          | 4                | не проводился | не проводился | не проводился | завершил выступление | завершил выступление |